# Campeonato Europeo de Curling Masculino de 1996
El XXII Campeonato Europeo de Curling Masculino se celebró en Copenhague (Dinamarca) entre el 30 de noviembre y el 7 de diciembre de 1996 bajo la organización de la Federación Mundial de Curling (WCF) y la Federación Danesa de Curling.
Las competiciones se realizaron en el Estadio de Hielo Hvidovre de la ciudad danesa.